# حرة الختالي
حرة الختالي أو حرة الكاليجي (مُختلف عليه) (الفارسية: حره ختلی؛ نشطت حوالي 1006 - 1040 م) كانت أميرة من السلالة الغزنوية وابنة سبكتكين حاكم غزنة (الآن تقع في أفغانستان). تزوجت من اثنين من الحكام المأمونيين لمنطقة خوارزم، أبو الحسن علي، وبعد وفاته، شقيقه مأمون الثاني. لا يُعرف ما إذا كان لديها أطفال من أي من زوجيها. كان زواجها سببًا مباشرًا لضم شقيقها محمود الغزنوي لخوارزم. وفي عام 1030 م، بعد وفاة محمود، كتبت رسالة إلى ابن أخيها المفضل مسعود، تحثه على المطالبة بالعرش من شقيقه محمد. بعد استلام رسالتها، سار مسعود بسرعة إلى غزنة واغتصب العرش. تعتبر رسالة الحرة أبرز عمل سياسي لامرأة خلال العصر الغزنوي. وقد تم ذكرها آخر مرة في عام 1040 م، عندما غادرت غزنة إلى الهند؛ ولا يزال مصيرها النهائي غير معروف.

## الاسم والمصادر
بما أن حرة كلمة عربية تشير للحرية، من المرجح أن يكون هذا الاسم لقبًا شرفيًّا يُمنح للأميرات الغزنويات. وقد استخدمت نسبتين: ختالي وكاليجي. وفقًا لخبير الشرق البريطاني كليفورد إدموند بوسورث قد يكون ختالي نسبة تشير إلى تحالف زواجية غزنوي سابق مع إمارة ختال التي تقع في آسيا الوسطى. وقد سُجل لاسمها تحريف هو خوتالي خاتون، والذي سجله المؤرخ الفارسية شبانكارا (1298 - 1358 م).
المصدر الأساسي الوحيد الذي يسجل حياة الحرة بشكل متفرق هو تاريخ البيهقي لأبي البيهقي (توفي 1077 م)، وهو سكرتير في بلاط الأمير مسعود الغزنوي (حكم. 1030–1040 م)، ابن أخ حرة. أما العالم الخوارزمي البيروني (973 – ق. 1050 م) فقد كتب رواية مباشرة عن تاريخ خوارزم، والتي تحتوي على بعض الإشارات الموجزة إلى حرة؛ ولم ينجُ من الرواية إلا أجزاء منها في شكل اقتباسات في عمل البيهقي.

## السيرة

### الحياة المبكرة والزواج

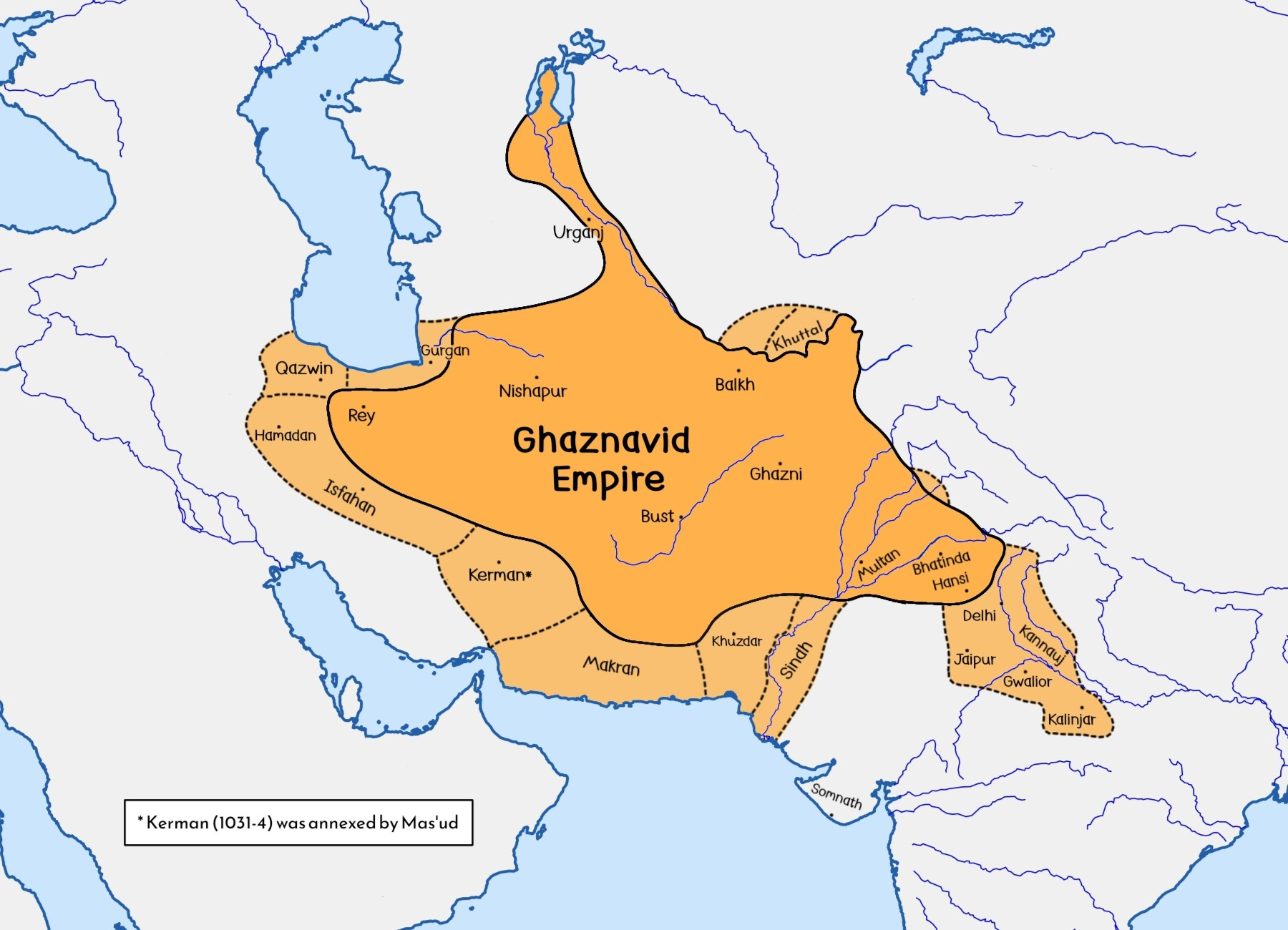
خريطة الدولة الغزنوية في عهد محمود شقيق حرة

إن حرة كانت ابنة سبكتكين أمير غزنة (حكم. 977-997 م) وسلف الغزنويين، والغزنويون هم سلالة من أصل تركي شملت مملكتهم أفغانستان الحديثة وشرق إيران وباكستان وشمال غرب الهند. إن تاريخ ومكان ميلاد حرة غير معروفين؛ يعتقد بوسورث أنها ربما وُلدت في منطقة ختال (الآن في طاجيكستان). ووفقًا لبوسورث، فقد تميزت عن أخواتها بسبب ذكائها ولباقتها، مما منحها دورًا مؤثرًا في الشؤون الحكومية. في عصر كان فيه التعليم الملكي لغير أولياء العهد مقتصرًا على اللاهوت، سعت إلى تعلم مواضيع أخرى. كانت لها علاقة جيدة مع شقيقها محمود (حكم. 998–1030 م)، وأرسلت له هدايا فاخرة مرارًا وتكرارًا. وفي عام 1008 م، تزوجت حرة من أبي الحسن علي، حاكم خوارزم (الواقعة حاليًا في أوزبكستان وتركمانستان) صاحب الدولة المأمونية. ضَمِن هذا الزواج تحالفًا بين المملكتين، حيث خاف المأمونيون من أن محمود قد ينوي ضم خوارزم.
ربما توفي أبو الحسن في عام 1008/1009 م وخلفه أخوه مأمون الثاني، الذي تزوج من حرة في عام 1015/1016 م بنفس نية أخيه في تأمين التحالف. طالب محمود صهره الجديد بالاعتراف به حاكمًا عليه، وهو ما وافق عليه مأمون. وقد قُتل مأمون خلال تمرد في عام 1017 م، والذي نشأ معارضًا لخضوعه. سعى محمود للانتقام لمقتل صهره وكان جزء من خطته هو توظيف أخته كوسيط ظاهريًا. وفقًا للبيروني، طالب محمود بعودة أخته سالمة، حتى تتمكن من التوسط بين المملكتين، بينما كان يُعد جيشه في الخفاء. انتظر غزوه دخول حرة للأراضي الغزنوية. وعندما عادت سالمة، غزا خوارزم انتقامًا ونهب عاصمتها جورجانج. ومن غير المعروف ما إذا كان لحرة أي أطفال من زوجيها.

### صعود مسعود وحياتها اللاحقة

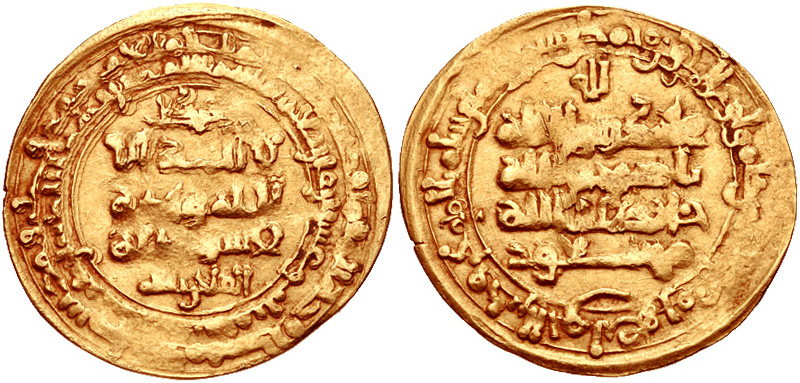
عملات مسعود الأول، ابن أخ حرة

بعد عودتها إلى غزنة، تولت حرة دورًا أكثر نشاطًا في البلاط. عملت كجاسوسة لابن أخيها المفضل مسعود بن محمود، الذي كان حاكم هرات. وفي عام 1030 م، بعد وفاة محمود، عُهد إليها برعاية أرامله ومحظياته من حريمه. وفي وصيته، عيّن محمود شقيق مسعود التوأم محمدًا خليفته. اعتبرت حرة وشقيقها الأصغر يوسف بن سبكتكين والقادة العسكريون للجيش محمدًا غير كفء وغير قادر على حكم الإمبراطورية الغزنوية، التي كانت تعتمد على القيادة القوية للسلطان. لذلك، كتبت حرة رسالة إلى مسعود الذي كان مشغولًا بحملته العسكرية في أصفهان، لتُعلمه بوفاة والده وتشجعه على تولي العرش. سار مسعود شرقًا واستمر في تلقي رسائل من حرة ووالدته بشأن الوضع في غزنة. وفي عام 1030 م، وصل إلى المدينة واستولى على العرش من أخيه. ووضع محمدًا في السجن وربما قد أعماه وفقع عينيه.
كان مسعود يفتقر إلى الدهاء السياسي؛ ويُشتبه في أن حرة قد أثرت على معظم قراراته. لقد حذرته باستمرار من أهمية غزنة باعتبارها الإقليم الرئيس للإمبراطورية، وأن منطقة خراسان ثانوية. كانت منطقة خراسان تضم واحات غنية ومراكز للصناعة والحرف وطرق تجارية مهمة وكانت جزءًا لا يتجزأ من الإمبراطورية. كان مسعود أكثر اهتمامًا بفتوحاته في الهند وأهمل خراسان. وفي الوقت نفسه، بدأت القبائل التركمانية بقيادة سلالة السلاجقة في مداهمة مدن وقوافل المنطقة من الحدود الشمالية. فشل مسعود في توفير الحماية في المنطقة، وفي النهاية، استسلم ملاك الأراضي غير الراضين في خراسان للتركمان. حاول مسعود دحض الغزاة لكنه هُزم بشكل حاسم في معركة دندانقان (1040 م) واستولى السلاجقة على خراسان بالكامل. وفقًا للبيهقي، عندما كان مسعود وجيشه يتراجعون نحو غزنة، أرسلت لهم حرة ملابس لتغطية أنفسهم قبل دخول المدينة. خوفًا من غزو وشيك، حث مسعود حرة وعماته الأخريات وأمه على مغادرة غزنة معه إلى الهند. إن آخر ذكر لحرة في تاريخ البيهقي هو محاولتها ثني مسعود عن خطته. من المؤكد أنها كانت مع حاشية مسعود عندما تعرضوا لغارة في طريقهم إلى الهند من المتمردين. قُتل مسعود واغتصب محمد عرشه، وانتهت سلطنة محمد الثانية في عام 1041 م بعد خلعه من العرش على يد مودود بن مسعود. إن مصير حرة النهائي غير معروف.

## التقييمات والتأريخ
كان تدخل حرة في خلافة محمود أبرز مثال على مشاركة امرأة علنًا في السياسة خلال العصر الغزنوي. لولا حماسة حرة والنساء الملكيات الغزنويات في استدعاء مسعود، ربما لم يكن ليعود للمطالبة بالعرش من أخيه. إن رسالتها المحفوظة في كتاب البيهقي، هي النص الوحيد الباقي من العصر الغزنوي الذي كتبته امرأة، وهي أيضًا واحدة من أقدم الأعمال النثرية الباقية من اللغة الفارسية الجديدة المبكرة. تُظهر حرة سلطتها في رسالتها، وإن أسلوب كتابتها الحاسم يستخدم في كثير من الأحيان صيغة الأمر، مما يثير مشاعر ابن أخيها ويحثه على العودة بسرعة. تفسر المؤرخة الحديثة سهيلة أمير سليماني فعلها المتمثل في تقديم الملابس لجيش مسعود المتهالك على أنه تغطية مجازية لعارهم. تقدم كلتا الحالتين أنها أقوى من مسعود، حيث يتم تقديم المستشارين دائمًا في عمل البيهقي على أنهم أعلى رتبة رمزيًا. تشبه تحذيراتها لمسعود التنبؤات النبوية بالدمار والخراب، وهي مجاز شائع في كتابات البيهقي.

### الاستشهادات
1. 1 2  Bosworth 1998، صفحة 101.
2. 1 2 3 4 5 6 7 8 9 10 11 12 13  Forouzani 2014.
3. ↑  Boloix-Gallardo 2014، صفحة 388.
4. 1 2 3 4  Meisami 2003، صفحة 100.
5. ↑  Bearman et al. 2012.
6. ↑  Bosworth 1981، صفحة 13.
7. ↑  Boyle 2012.
8. ↑  Pirouti 2010، صفحة 142.
9. ↑  Auer 2023، صفحة 14.
10. 1 2 3 4 5  Bosworth 2001.
11. ↑  Pirouti 2010.
12. 1 2 3 4  Bosworth 2017.
13. 1 2  Meisami 2003، صفحة 87.
14. ↑  Auer 2023، صفحات 16–17.
15. 1 2  Auer 2023، صفحة 17.
16. ↑  Meisami 2003، صفحة 88.
17. 1 2  Pirouti 2010، صفحة 145.
18. ↑  Bosworth 1963، صفحات 96-97.
19. ↑  Bosworth 1963، صفحة 138.
20. ↑  Bosworth 1963، صفحة 228.
21. ↑  Bosworth 1963، صفحات 228–229.
22. 1 2 3  Meisami 2003، صفحة 85.
23. 1 2  Pirouti 2010، صفحة 146.
24. ↑  Spuler 2015، صفحة 115.
25. 1 2  Bosworth 1963، صفحة 235.
26. ↑  Bosworth 2008b، صفحات 168, 170.
27. ↑  Bosworth 2008a، صفحة 14.
28. ↑  Meisami 2003، صفحة 96.
29. 1 2  Amirsoleimani 2009، صفحة 233.
30. 1 2 3  Meisami 2003، صفحة 97.
31. ↑  Bosworth 2008b، صفحة 195.
32. ↑  Bosworth 1977، صفحة 24.
33. ↑  Pirouti 2010، صفحة 151.
34. ↑  Meisami 2003، صفحة 86.
35. ↑  Amirsoleimani 2009، صفحة 232.
36. ↑  Mourad-Pour 2019، صفحة 78.
37. ↑  Mourad-Pour 2019، صفحات 91, 97.
38. ↑  Amirsoleimani 2009، صفحة 234.
39. ↑  Amirsoleimani 2009، صفحة 243.

## فهرس
- Amirsoleimani، Soheila (2009). "Women in Tārīkh-i Bayhaqī". Der Islam. Berlin: De Gruyter. ج. 78 ع. 2: 229–248. DOI:10.1515/islm.2001.78.2.229. ISSN:1613-0928.
- Auer، Blain (2023). "Marriage, Political Alliance, and Imperial Polities in Early Ghaznavid History". Afghanistan. Edinburgh: Edinburgh University Press. ج. 6 ع. 1: 1–28. DOI:10.3366/afg.2023.0101. ISSN:2399-357X.
- Boloix-Gallardo، Bárbara (2014). "Beyond the Ḥaram: Ibn al-Khaṭīb and His Privileged Knowledge of Royal Nasrid Women". Medieval Encounters. Leiden: E. J. Brill. ج. 20 ع. 4–5: 383–402. DOI:10.1163/15700674-12342180. ISSN:1380-7854.
- Bosworth، Clifford Edmund (1963). The Ghaznavids: Their Empire in Afghanistan and Eastern Iran 994-1040. Edinburgh: Edinburgh University Press. ISBN:978-81-215-0573-4. OCLC:3601436.
- Bosworth، Clifford Edmund (1977). The Later Ghaznavids: Splendour and Decay: The Dynasty in Afghanistan and Northern India 1040-1186. Edinburgh: Edinburgh University Press. ISBN:978-81-215-0577-2. OCLC:912548799.
- Bosworth، Clifford Edmund (1981). "The Rulers of Chaghāniyān in Early Islamic Times". Iran. London: British Institute of Persian Studies. ج. 19: 1–20. DOI:10.2307/4299704. ISSN:0578-6967. JSTOR:4299704. مؤرشف من الأصل في 2024-05-09.
- Bosworth، Clifford Edmund (1998). "The Ghaznavids". في Bosworth، Clifford Edmund؛ Asimi، Muhammad (المحررون). The Age of achievement, A.D. 750 to the End of the Fifteenth Century; Pt. I: the Historical, Social and Economic Setting. History of civilizations of Central Asia. Paris: UNESCO Publishing. ج. 4. ص. 102–122. ISBN:978-92-3-103467-1. OCLC:773193034. مؤرشف من الأصل في 2025-02-18.
- Bosworth، Clifford Edmund (2001). "Ghaznavid". في Yarshater، Ehsan (المحرر). Encyclopædia Iranica, Volume X/6: Germany VI–Gindaros. London and New York: Routledge & Kegan Paul. ص. 578–583. ISBN:978-0-933273-55-9.
- Bosworth، Clifford Edmund (2008a) [1968]. "The Political and Dynastic History of the Iranian World (A.D. 1000–1217)". في Frye، R.N. (المحرر). The Cambridge History of Iran: The Saljuq and Mongol Periods. تاريخ كامبردج الإيراني. Cambridge: Cambridge University Press. ج. 5. ص. 1–202. DOI:10.1017/CHOL9780521069366. ISBN:978-0-511-46776-9. OCLC:457145665.
- Bosworth، Clifford Edmund (2008b) [1975]. "The Early Ghaznavids". في Frye، R.N. (المحرر). The Cambridge History of Iran: From the Arab invasion to the Saljuqs. تاريخ كامبردج الإيراني. Cambridge: Cambridge University Press. ج. 4. ص. 162–197. DOI:10.1017/CHOL9780521200936.006. ISBN:978-0-511-46776-9. OCLC:457145665.
- Bosworth، Clifford Edmund (2017). "Āl-e Maʾmūn". في Yarshater، Ehsan (المحرر). Encyclopædia Iranica, Online Edition. Encyclopædia Iranica Foundation. اطلع عليه بتاريخ 2024-03-10.
- Bearman، P.؛ Bianquis، Th.؛ Bosworth، Clifford Edmund؛ van Donzel، E.؛ Heinrichs، W.P. (2012). "Ism". Encyclopaedia of Islam, Second Edition. DOI:10.1163/1573-3912_islam_SIM_3641.
- Boyle، J.A. (2012). "K̲h̲ātūn". Encyclopaedia of Islam, Second Edition. DOI:10.1163/1573-3912_islam_SIM_4242. مؤرشف من الأصل في 2024-11-04.
- Forouzani، Seyyid Abu'l-Ghasem (2014). "حره ختلی" [Hurra-yeh Khuttali]. Encyclopaedia of the World of Islam (بالفارسية). Tehran. OCLC:1049714918. مؤرشف من الأصل في 2024-12-01.{{استشهاد بموسوعة}}:  صيانة الاستشهاد: مكان بدون ناشر (link)
- Mourad-Pour، Elham (2019). "بررسی نامه حره ختلی از تاریخ بیهقی بر اساس تحلیل گفتمان اعترافی )فمینیست(" [Review of the Horeh Khutali's Letter of Beyhaghi's History Based on the Analysis of the Confessional (Feminist) Discourse]. Ourmazd Literary (بالفارسية). ج. 7 ع. 50: 78–99. ISSN:2322-1364.
- Meisami، Julie Scott (2003). "Eleventh-Century Women: Evidence from Bayhaqi's History". في Nashat، Guity؛ Beck، Lois (المحررون). Women in Iran from the Rise of Islam to 1800. Urbana: University of Illinois Press. ص. 80–103. ISBN:978-0-252-02839-7. OCLC:50960739.
- Pirouti، Khadijeh (2010). "موقعیت زنان در دوران غزنویان" [Women's Position During the Age of Ghaznavids]. Tarikh-eh Now (بالفارسية). Tehran: Tarbiat Modares University. ج. 1 ع. 1: 141–153. ISSN:2322-1941.
- Sahrai، Ghasem؛ Hasani Jalilian، Mohammad Reza (2010). "بیهقی و ماجرای کوری امیرمحمد غزنوی" [Beyhaghi and the Blindness of Amir Mohammad Ghaznavi]. Journal of Historical Researches (بالفارسية). S. l.: University of Isfahan. ج. 2 ع. 3: 77–92. ISSN:2476-3306. OCLC:1244446711.
- Spuler, Bertold (2015) [1952]. Hoyland, Robert G. (ed.). Iran in früh-islamischer Zeit. Politik, Kultur, Verwaltung und öffentliches Leben zwischen der arabischen und der seldschukischen Eroberung 633 bis 1055 [Iran in the Early Islamic Period: Politics, Culture, Administration and Public Life between the Arab and the Seljuk Conquests, 633–1055] (بالألمانية). Translated by Goldbloom, Gwendolin; Walburh, Berenike. Boston: Brill. ISBN:978-90-04-28209-4. OCLC:895257360.